# Відзнака прославленій частині (США)

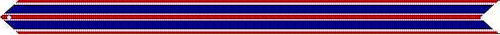
Почесна стрічка на Бойовий прапор для прославленої частини ПС США

Відзна́ка просла́вленій части́ні Пові́тряних сил США (англ. Air Force Outstanding Unit Award) — військова нагорода для військових формувань у Повітряних силах США за виняткові заслуги підрозділу у військовій службі, досягнуті видатні результати при виконанні специфічних завдань, продемонстровані в бойових діях проти озброєного ворога США або за заслуги, проявлені у військовій операції, пов'язані з конфліктом або протистоянням ворожим діям будь-якої протиборчої іноземної сили під час проходження військової служби в лавах Повітряних сил країни.

## Зміст
Відзнака прославленій частині є однією з нагород, призначених для колективного заохочення військового формування в лавах Повітряних сил США. Відзнака була заснована 6 січня 1954 року і стала першою нагородою такого типу, призначеної для щойно створеного окремого виду збройних сил (до цього часу особовий склад ПС регулярно отримував відзнаки армії).
Відзнаку прославленій частині присуджують будь-якому підрозділу Повітряних сил США (включаючи резерв ПС та повітряні сили Національної гвардії), за виняткові заслуги у військовій службі, досягнуті видатні результати при виконанні специфічних завдань, продемонстровані в бойових діях проти озброєного ворога США або за заслуги, проявлені у військовій операції, пов'язані з конфліктом або протистоянням ворожим діям будь-якої протиборчої іноземної сили.
Кількаразове відзначення нагородою відрізняється присудженням бронзових та срібних дубових листів до нагороди.
До 2004 року нагорода прославленій частині була найвищою нагородою для усіх формувань у ПС США. Зараз вона посідає другу позицію після Відзнаки за видатні заслуги, яка була заснована в березні 2004 року.